# Tecumseh
Pour les articles homonymes, voir Tecumseh (homonymie).
Tecumseh (mars 1768-5 octobre 1813) était un chef de la tribu des Chaouanons. Son nom Tekoomsē signifie littéralement « Jaguar céleste » ou « Étoile filante »,.

## Biographie
Tecumseh est né à Old Picqua dans la région de l’actuelle Springfield dans l’Ohio en 1768, année du traité de Fort Stanwix. Lorsque son père, un guerrier shawnee, est tué à la bataille de Point Pleasant le 10 octobre 1774, il est pris en charge avec ses frères par sa sœur aînée et par le chef Blackfish, car sa mère d’origine Creek choisit de retourner dans sa tribu dans le sud. Son nom Tekoomsē signifie « Étoile filante », : l'étoile filante était assimilée à une panthère sautant d'une colline à une autre. Son frère cadet Lalawethika (« Celui qui fait du bruit ») grandit dans son ombre, mais acquiert une réputation de prophète après sa chute dans un feu, qui le laissa pour mort. À la suite de la vision qu'il reçut durant cet accident, il prendra le nom de Tenskwatawa (« Porte ouverte »).
Tecumseh vécut sa jeunesse à l'époque troublée de la révolution américaine, dans la vallée de l'Ohio, considérée comme le centre du monde par les Shawnees. Sa tribu prend le parti de la Grande-Bretagne et attaque les forts de la frontière américaine. En 1779, Tecumseh doit fuir avec sa mère à cause du conflit avec les « Longs Couteaux ». Il est impliqué dans de nombreux raids et escarmouches durant les dernières années de la guerre d’indépendance américaine de 1780 à 1783. Le traité de Paris (1783) consacre la naissance des États-Unis qui obtiennent les territoires indiens entre le Mississippi et les Appalaches. Cependant, le Territoire du Nord-Ouest restait sous domination des Amérindiens encouragés par les Anglais à résister aux Américains.
Il conduit sa tribu dans la guerre indienne du Nord-Ouest (1790-1795), mais est battu par le général Anthony Wayne à la bataille de Fallen Timbers le 20 août 1794. À la fin de cette guerre, il refuse de signer le traité de Greenville qui autorise la vente des terres amérindiennes aux Blancs. Il s’installe alors le long de la rivière Wabash.
Progressivement, beaucoup d'Amérindiens adoptent le costume européen et découvrent l'alcool, à l'instar de Tenskwatawa. Certains font du commerce dans les forts américains et s'endettent. Du fait des guerres, leur société se trouve déstabilisée et le nombre de femmes dépasse de beaucoup celui des hommes. Tous ces facteurs concourent à un processus de colonisation et d'acculturation des Amérindiens, permettant aux colons blancs de s'installer toujours plus à l'ouest.

### Fédération des tribus indiennes

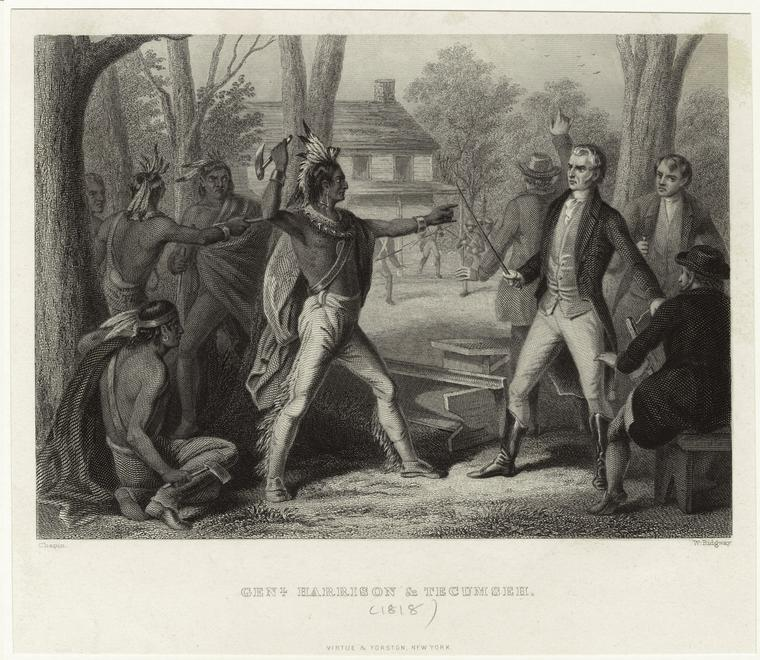
En août 1810, Tecumseh rencontre William Henry Harrison à Vincennes où il demande l'annulation du second traité de Fort Wayne sous peine de s'allier aux Britanniques, ce qu'il fera.

Avec l’aide de son frère Tenskwatawa, Tecumseh tente de fédérer les tribus amérindiennes du Canada à la Floride, afin de résister à l’avance inexorable des colons sur leurs terres. Tenskwatawa est persuadé que l’arrivée des Blancs est une punition envoyée par la divinité suprême, le Maître de la Vie. Le séisme de 1811 dans la vallée du Mississippi et une éclipse (1806) ne font que renforcer cette vision millénariste de la conquête de l'Amérique. Le traité de Fort Wayne de 1809 décide Tecumseh à sortir de l'ombre de son frère. Il voyage dans tout le territoire compris entre le Mississippi et les Appalaches. Il espère fonder des États-Unis Indiens d'Amérique et de réaliser l'union des tribus pour la défense commune de leurs terres. En août 1810, il rencontre le gouverneur du territoire de l’Indiana et futur neuvième président des États-Unis, William Henry Harrison, à Vincennes dans l'Indiana, mais les deux hommes restent sur leurs positions.
Tecumseh ne parvient pas à persuader les différentes tribus de surmonter leurs différences ou leurs haines ancestrales, et la défaite de Tenskwatawa, à la bataille de Tippecanoe en novembre 1811 face à Harrison, détruit son œuvre et ses espoirs. Le village abritant leur quartier général, Prophetstown, est déserté, et Harrison ordonne aux soldats américains de l'incendier.
Tecumseh réunit de nouveau une armée de 3 000 hommes appartenant à 32 tribus différentes à Prophetstown en 1813. Puis il conduit sa tribu au Canada où il rejoint les forces britanniques.

### Engagement dans la guerre de 1812
Quand la guerre de 1812 éclata entre les États-Unis et le Royaume-Uni, Tecumseh considéra cet événement avec satisfaction, car, selon lui, il devait être favorable à ses projets puisqu'il allait hâter la destruction des Américains, ses ennemis.
Il choisit d'abord de rester spectateur avant de changer d'avis. Aider d'abord à la destruction des Américains, pour n'avoir plus ensuite qu'à frapper sur les Britanniques, lui parut une politique plus sage. Aussi céda-t-il aux sollicitations des Britanniques qui recherchaient son alliance par tous les moyens possibles.
Depuis son enfance, il avait pris part à tous les engagements contre les colons, et personne encore ne pouvait lui reprocher une de ces actions cruelles si communes à ses compatriotes dans l'ivresse de la victoire. Il avait horreur du sang versé après le combat, et on le vit souvent défendre ses prisonniers contre la fureur de ses propres guerriers. Il devait bientôt rougir de l'atroce conduite de ses alliés, qui incitaient les Amérindiens qu'ils avaient enivrés à massacrer leurs prisonniers blessés. Tecumseh leur témoigna tout le mépris qu'ils lui inspiraient lorsqu'il refusa le grade de brigadier-général, ainsi que l'écharpe de soie que le général Henry Proctor lui offrit au nom du roi d'Angleterre comme récompense de son courage au combat. Néanmoins, toujours préoccupé de ses vastes projets, il crut devoir persister dans son alliance avec les Anglais jusqu'à ce que les Américains, qu'il regardait comme ses plus dangereux ennemis, fussent anéantis.

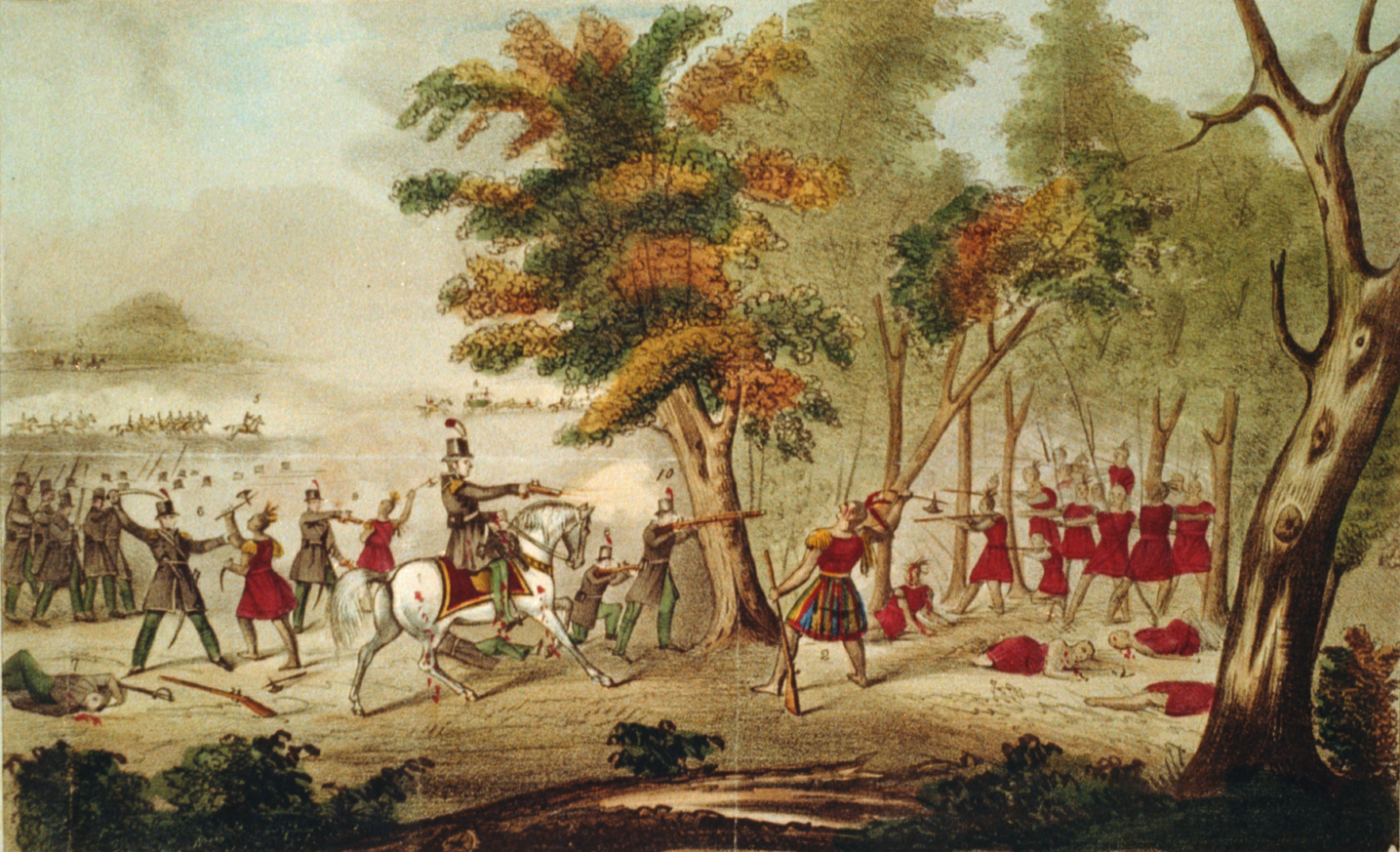
Bataille de la Thames et mort de Tecumseh

De nouvelles tribus vinrent se ranger sous ses ordres, et ce fut à leur tête qu'il participa aux côtés des Anglais à la bataille de la rivière Thames qu'ils livrèrent au général Harrison.
D'après une anecdote controversée, au milieu de la mêlée, le colonel américain Richard Mentor Johnson, qui sera plus tard le neuvième vice-président des États-Unis, se serait avancé presque seul vers un groupe d'Amérindiens qui se ralliaient à la voix de Tecumseh. L'éclat de l'uniforme de Johnson et la blancheur de son cheval l'auraient fait remarquer, et il serait devenu le point de mire de tous les coups. Criblé de blessures, il aurait été mis à bas de son cheval. Tecumseh serait arrivé près de lui, aurait levé son tomahawk pour lui donner la mort mais aurait hésité un instant qui lui aurait été fatal. Le colonel Johnson se serait saisi d'un pistolet à sa ceinture et aurait tiré à bout portant dans la poitrine de Tecumseh, qui serait tombé mort à ses côtés.
Le corps de Tecumseh fut retrouvé parmi les morts après le combat. Le destin du corps reste sujet à controverse : selon Auguste Levasseur, les Américains le reconnurent, et pour rendre hommage à son courage, ils l'enterrèrent avec tous les honneurs militaires. Selon la série documentaire American Experience, les membres de la milice du Kentucky le défigurèrent au point qu'il fut très difficilement identifiable par la suite.

## Iconographie

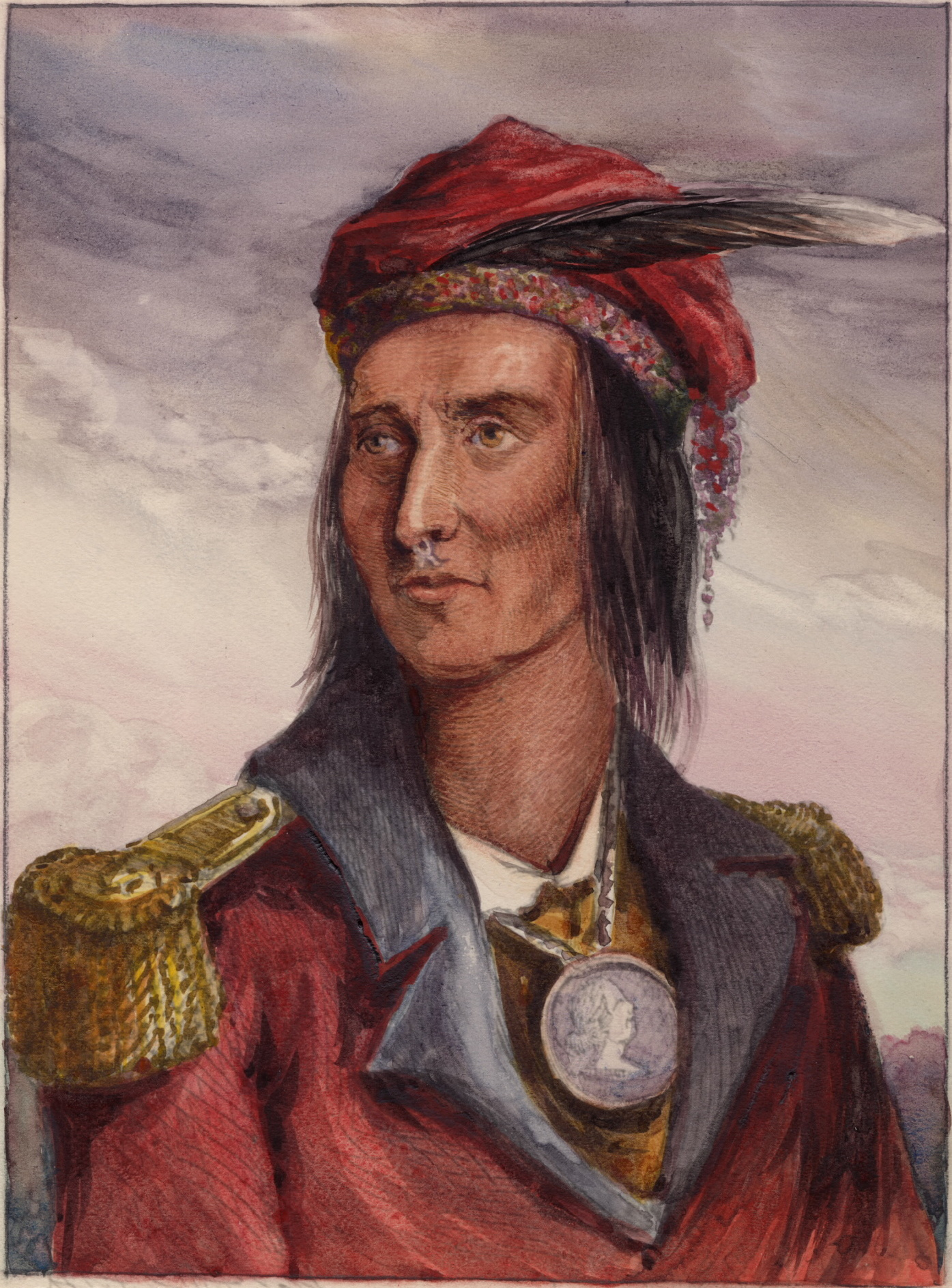
Anonyme, Portrait de Tecumseh d'après la gravure de Benson Lossing (localisation inconnue).

Le portrait de Tecumseh gravé en 1868 par Benson John Lossing pour son ouvrage Pictorial Field-Book of the War of 1812, fut basé sur un croquis d'après nature de Pierre Le Dru daté de 1808. Lossing modifia le modèle original en habillant Tecumseh d'un uniforme britannique, prenant appui sur la nomination de Tecumseh en tant que brigadier général. Cette représentation est inhabituelle car il est représenté avec un anneau dans le nez, parure fréquente chez les Shawnees à l'époque, mais omise dans les représentations idéalisées du chef amérindien. On ne connait aucun autre portrait fait d'après nature.
Il figure sur une pièce commémorative de 25 cents en couleur émise par le Canada en 2012.

### La malédiction de Tecumseh
Selon une tradition d'origine obscure, Tecumseh aurait lancé une malédiction sur tous les chefs d’État américains, à commencer par son adversaire, le futur président Harrison ; il aurait juré sur une colline, en 1811, une fin tragique à tous les présidents américains élus lors d'une année se terminant par zéro dans son écriture :
- William Henry Harrison : Élu en 1840, il meurt d'une pneumonie un mois après son élection.
- Abraham Lincoln : Élu 1860, meurt assassiné en 1865.
- James Garfield : Élu en 1880, est assassiné par un chômeur, en 1881.
- William McKinley : Réélu en 1900, atteint par deux balles tirées par un anarchiste, le 6 septembre 1901, il meurt des suites de ses blessures une semaine et un jour après.
- Warren Gamaliel Harding : Élu en 1920, est victime d’une pneumonie, en 1923, pendant un voyage de retour d’Alaska.
- Franklin Delano Roosevelt : Réélu en 1940 (sa troisième réélection), il meurt après sa quatrième réélection en 1945 d'une hémorragie cérébrale.
- John Fitzgerald Kennedy : Élu en 1960, il est assassiné en 1963, à Dallas.

Néanmoins, Ronald Reagan, qui a été élu en 1980, n'est mort de vieillesse qu'en 2004. Son premier mandat est tout de même marqué par une tentative d'assassinat.
De même, George W. Bush, élu en 2000, est toujours vivant, bien qu'ayant également subi une tentative d'assassinat au cours de sa présidence. Ses deux mandats ont néanmoins été marqués par les attentats du 11 septembre, les guerres d'Afghanistan et d'Irak, ainsi que par une grave crise financière et économique. Joe Biden, élu en 2020, n'est pas mort à l'heure actuelle.
Même si sa stature a été amplifiée à des fins électorales par son vainqueur, Tecumseh n’en reste pas moins un tacticien talentueux et un chef qui fut aimé de son peuple et respecté par les autres tribus.

## Honneurs
L'astéroïde (47069) Tecumseh est nommé en son honneur.
Une vile dans le sud de l’Ontario au Canada porte son nom. En juillet 2023, une statue en son honneur est inaugurée au parc Lacwood nord En présence de quelques uns de ses descendants (référence Gabriel Nikadana , Radio-Canada.ca du 3 billet 2023 ).